# Blankenrath
Blankenrath település Németországban, Rajna-vidék-Pfalz tartományban. Lakosainak száma 1703 fő (2023. december 31.).

## Népesség
A település népességének változása:
| Lakosok száma | 882  | 1716 | 1712 | 1651 | 1683 | 1672 | 1697 | 1703 |
|               | 1975 | 2010 | 2014 | 2017 | 2019 | 2021 | 2022 | 2023 |